# قرار مجلس الأمن التابع للأمم المتحدة رقم 45
قرار مجلس الأمن التابع للأمم المتحدة رقم 45، الذي اعتمد في 10 أبريل 1948، بعد دراسة طلب اتحاد بورما للعضوية في الأمم المتحدة، أوصى المجلس الجمعية العامة بأن يقبل باتحاد بورما.
وقد تمت الموافقة على القرار بأغلبية عشرة أصوات مقابل لا شيء، مع امتناع واحد عن التصويت من الأرجنتين.